# Stereotomie
Als Stereotomie (griech.) bezeichnet man den Teil der Stereometrie, der die Durchschnitte der Oberflächen von geometrischen Körpern behandelt, insbesondere den so genannten Steinschnitt, der bei Gewölbekonstruktionen in Anwendung kommt. Ihre Darstellungen werden durch die beschreibende Geometrie veranschaulicht. In der Praxis macht der Ersteller eine Zeichnung des geplanten Körpers, wobei alle Verbindungsteile aufgezeigt werden und wie jeder Block in den anderen passt.